# Munis al-Fahl
Munis al-Fahl (‘Munis el Patró’) o Munis al-Khazin (‘Munis el Tresorer’), per distingir-lo del seu homònim més il·lustre, Munis al-Khàdim o Munis al-Mudhàffar, fou un general abbàssida, que va destacar en temps dels califes al-Mútadid (892-902), al-Muktafí (902-908) i al-Múqtadir (908-932). Fou sàhib al-haras (comandant de la guàrdia) d'al-Mútadid i va dirigir diverses expedicions contra beduïns i rebels a l'Iraq central (899, 900, 902); després al-Muktafí el va enviar contra els càrmates a Hit (906); a la crisi successòria que va esclatar a la mort del califa quan el jove al-Múqtadir fou enderrocat per unes hores el 17 de desembre de 908 per Ibn al-Mútazz, va tenir una actuació decisiva i va fer front als colpistes, aconseguint restaurar a al-Múqtadir al tron l'endemà. Com agraïment li fou donat el càrrec de khazin (tresorer) i sàhib aix-xurta o cap de la policia del califa. Va morir el 914.